# Giuseppe Gardella
Giuseppe Gardella (Stazzano, 29 dicembre 1900 – New York, 3 agosto 1964) è stato un medico italiano.

## La vita
Nato a Stazzano in provincia di Alessandria, si laureò in medicina  all'Università di Genova. Nel 1926 partiva per gli Stati Uniti, e andò a perfezionarsi a Chicago all'Ospedale delle Madri Cabrine. Poi si spostò all'ospedale Columbus di New York. Nel 1932, a soli 32 anni superò l'esame di Stato Americano, e venne nominato Direttore Medico del Columbus. Nel 1939 aprì la Clinica Columbus in Via Buonarroti a Milano.
Poi divenne il direttore Generale di tutti gli ospedali delle Madri Cabrine. Nel 1952-1953 fece costruire l'Ospedale Cabrinese di Chicago e nel 1960-1963 quello di Montréal.
Col testamento, cedette Villa Maria al comune di Stazzano con una grande somma di denaro al Comune di Stazzano. Villa Maria poco dopo venne chiamata in suo onore Villa Gardella e nel 1980 vi fu aperto il Museo Naturalistico grazie al Gruppo Naturalisti di Stazzano. Morì a New York.

## Fonte
Stazzanesi illustri nel sito del comune di Stazzano